# TC Charamba
Tongoona "TC" Charamba (Salisbury, 2 februari 1982) is een golfprofessional uit Zimbabwe. 

## Amateur
In 1999 was TC de beste amateur in het Zimbabwe Open. Als amateur won TC verschillende toernooien waaronder het Nationaal Matchplay- en Strokeplay-kampioenschap in 2002. Ook stond hij nummer 1 op de rangorde in 2000-2002.
Gewonnen
- 2002: Nationaal Matchplay- en Strokeplay-kampioenschap

## Professional
TC werd in 2003 professional. Hij was de derde zwarte golfer die een toernooi op de Sunshine Tour won. Hij won in 2006 de SAA Pro-Am Invitational, en twee jaar later het PGA Kampioenschap in Namibië.
In 2010 verloor hij na drie holes de play-off van de Lombard Insurance Classic tegen Grant Muller.
Gewonnen
- 2006: SAA Pro-Am Invitational
- 2008: PGA Kampioenschap in Namibië